# 明らかな対称性の破れ
理論物理学において、明らかな対称性の破れ(explicit symmetry breaking)は、理論を定義する運動方程式（典型的には、大半がラグランジアン、あるいは、ハミルトニアンで記述される）による対称性の破れであり、対称性を持たなくなる。通常、このことは対称性の破れが小さい状況のときに使われるので、対称性は近似的に理論により扱われる。例としては、ゼーマン効果において、原子のハミルトニアンの磁気相互作用による摂動のために、スペクトル線が分解することが挙げられる。
明らかな対称性の破れは、自発的対称性の破れとは異なっている。自発的対称性の破れは、定義方程式が対称性に関係するのではなく、理論の基底状態（真空）が対称性を破る。